# Edward H. Jenison
Edward Halsey Jenison (* 27. Juli 1907 in Fond du Lac, Wisconsin; † 24. Juni 1996 in Paris, Illinois) war ein US-amerikanischer Politiker. Zwischen 1947 und 1953 vertrat er den Bundesstaat Illinois im US-Repräsentantenhaus.

## Werdegang
Edward Jenison besuchte die öffentlichen Schulen seiner Heimat und studierte danach an der University of Wisconsin–Madison. Zwischen 1925 und 1937 arbeitete er in der Zeitungsbranche. Seit 1938 war er in Paris Zeitungsverleger. Während des Zweiten Weltkrieges war er zwischen 1943 und 1946 Offizier in der United States Navy. Dabei wurde er sowohl im Atlantik als auch im Pazifik eingesetzt. Nach dem Krieg schlug er als Mitglied der Republikanischen Partei eine politische Laufbahn ein. Bei den Kongresswahlen des Jahres 1946 wurde Jenison im 18. Wahlbezirk von Illinois in das US-Repräsentantenhaus in Washington, D.C. gewählt, wo er am 3. Januar 1947 die Nachfolge von Jessie Sumner antrat. Nach zwei Wiederwahlen konnte er bis zum 3. Januar 1953 drei Legislaturperioden im Kongress absolvieren. Seit 1949 vertrat er dort den 23. Distrikt seines Staates. In diese Zeit fielen der Beginn des Kalten Krieges und der Koreakrieg.
1952 wurde Jenison nicht wiedergewählt. In den Jahren 1954 und 1962 strebte er jeweils erfolglos seine Rückkehr in den Kongress an. Ansonsten arbeitete er wieder in der Verlegerbranche. 1956 und 1968 nahm er als Delegierter an den Republican National Conventions teil, auf denen Dwight D. Eisenhower und später Richard Nixon als Präsidentschaftskandidaten nominiert wurden. Zwischen Juni 1960 und Januar 1961 fungierte Jenison als Direktor im Finanzministerium von Illinois; von 1965 bis 1966 saß er als Abgeordneter im Repräsentantenhaus von Illinois. Außerdem war er in den Jahren 1969 und 1970 Mitglied eines Verfassungskonvents seines Staates. Er starb am 24. Juni 1996 in Paris.